# 大野勝巳
大野 勝巳（おおの かつみ、1905年4月6日 - 2006年9月1日）は、北海道浜中町出身の外交官。

## 経歴
北海道釧路支庁管内浜中町の貧しい酪農家で産まれる。立教中学、東京外国語学校（東京外国語大学の前身）を経て、1929年京都帝国大学経済学部卒。同年外務省に入省。同期に朝海浩一郎（終戦連絡事務局長官、駐米大使）、山田久就（事務次官、駐ソ大使、環境庁長官）など。外相兼大東亜相秘書官・終戦連絡中央事務局賠償部長、外務省管理局長などを経て、1948年総務局長、翌年政務局長。1952年参事官。
1953年マニラ在外事務所長としてフィリピンに赴任、同国との賠償交渉に当り、同年フィリピン副大統領兼外相・カルロス・ガルシアとの間で協定案（「大野・ガルシア覚書」）を交換したが、フィリピン世論や議会などの強い反対によって破棄された。その後1955年駐オーストリア公使、1956年駐西ドイツ大使、1957年外務事務次官を歴任し、1958年から64年までは駐英大使を務めた。
1964-86年外務省顧問。この間1967年にシェル石油副社長、1972-76年には帝国ホテル社長を、1977-80年には日本国際問題研究所理事長も務めた。2006年9月1日に老衰のため、死去。享年101。1975年勲一等瑞宝章受章。2006年叙従三位。

## 刊行文献
- 『アメリカの對南米政策　朝日時局新輯』朝日新聞社、1942年
- 『霞ヶ関外交』日本経済新聞社、1978年
- ダグラス・ヒューム『孫への手紙　二度の大戦からの外交的教訓』時事通信社、1984年

元・イギリス首相の著書を訳す。